# Fait du prince
Le fait du prince est un concept qui désigne un acte arbitraire d'un gouvernement ou chef d’État. Le terme est utilisé en droit administratif français pour désigner une mesure prise unilatéralement par l'administration qui a un impact sur un contrat auquel elle est partie.

## En science politique
Le fait du prince est nommé ainsi car il était, sous l'Ancien Régime, la prérogative du souverain. Son statut divin lui permettait, dans le cas où aucune loi ne prévoyait de restriction à son pouvoir, d'émettre des choix arbitraires. On utilise par exemple ce terme pour désigner la manipulation du cours de la monnaie par les rois de France.
Plusieurs prérogatives du roi de France sont restées en vigueur sous les régimes politiques français suivants. Les républiques françaises, dont la Cinquième République, les ont parfois conservés tels quels. Le droit de grâce présidentiel en fait partie, car il représente une entorse au cours normal de la justice,. Cela l'a rendu par le passé polémique.
Le choix du Premier ministre sous la Cinquième République, parce qu'il est soumis à la libre appréciation du chef de l’État en vertu de l'article 8 de la Constitution. La politique des grands travaux de François Mitterrand a parfois été qualifiée de fait du prince,.
Le terme de fait du prince est aussi utilisé, plus péjorativement encore, pour désigner les caprices d'un chef d’État.

## En droit administratif

### Droit canadien
Le Dictionnaire de droit canadien et québécois de Hubert Reid donne trois définitions possibles du fait du prince en droit administratif canadien, qu'il présente comme l'équivalent français d'act of State.  Il peut s'agir 1) d'une décision de l'administration publique qui entraîne la résolution d'un contrat public entre l'État et un administré ou qui rend son exécution plus coûteuse ; 2) Une décision de l'administration publique telle qu'une expropriation qui affecte de manière imprévisible un contrat entre deux individus ; 3) une interdiction au capitaine ou à l'armateur d'exécuter un contrat de transport maritime de la part des autorités publiques. 

### Droit français
La théorie du fait du prince prévoit que le cocontractant de l'administration a droit à une indemnisation intégrale des frais causés par une mesure prise de manière imprévue par l'administration dans le cas où cette mesure a perturbé la réalisation des travaux prévus par le contrat. Par exemple : si l’État instaure une taxe fiscale rendant plus onéreuse l'exécution d'un contrat après que le contrat a été signé, les pouvoirs publics doivent indemniser l'entreprise touchée.
Si la décision imprévue de la puissance publique entre dans le cadre des pouvoirs traditionnels de l'administration en termes de contrat administratif (pouvoir de contrôle, pouvoir de modification et de résiliation unilatérales), la théorie du fait du prince ne s'applique pas. La théorie du fait du prince ne s'applique donc que pour des mesures prises par l'administration à titre extra-contractuel. Il peut s'agir par exemple de mesures de police administrative indépendantes du contrat mais qui ont un impact sur les conditions de son exécution.
L'application de la théorie du fait du prince entraîne l'indemnisation intégrale du cocontractant par l'administration. Elle se distingue donc de la théorie de l'imprévision qui ne prévoit qu'une indemnisation partielle dans le cas d'un événement indépendant de la volonté des parties.